# Toxocara cati
Toxocara cati är en rundmaskart som först beskrevs av Schrank 1788. Enligt Catalogue of Life ingår Toxocara cati i släktet Toxocara och familjen Ascarididae, men enligt Dyntaxa är tillhörigheten istället släktet Toxocara och familjen Toxocaridae. Arten är reproducerande i Sverige. Inga underarter finns listade i Catalogue of Life.

## Bildgalleri

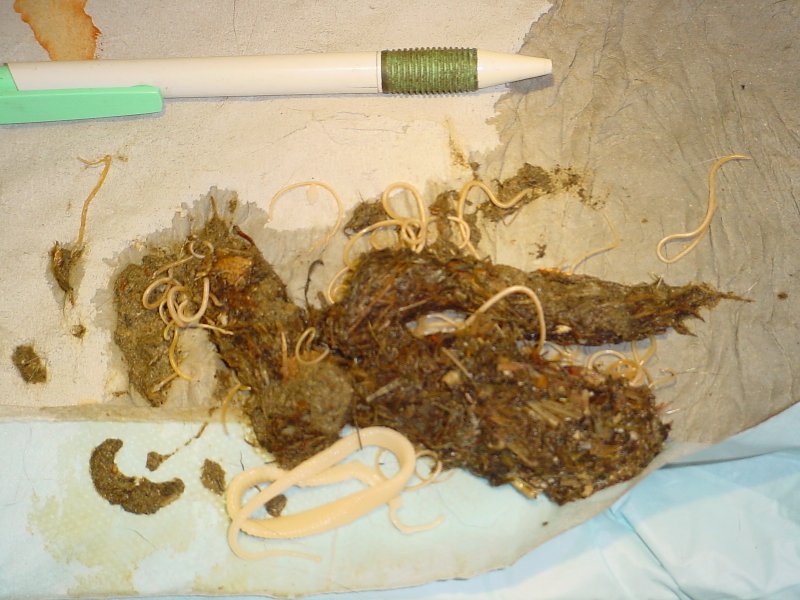
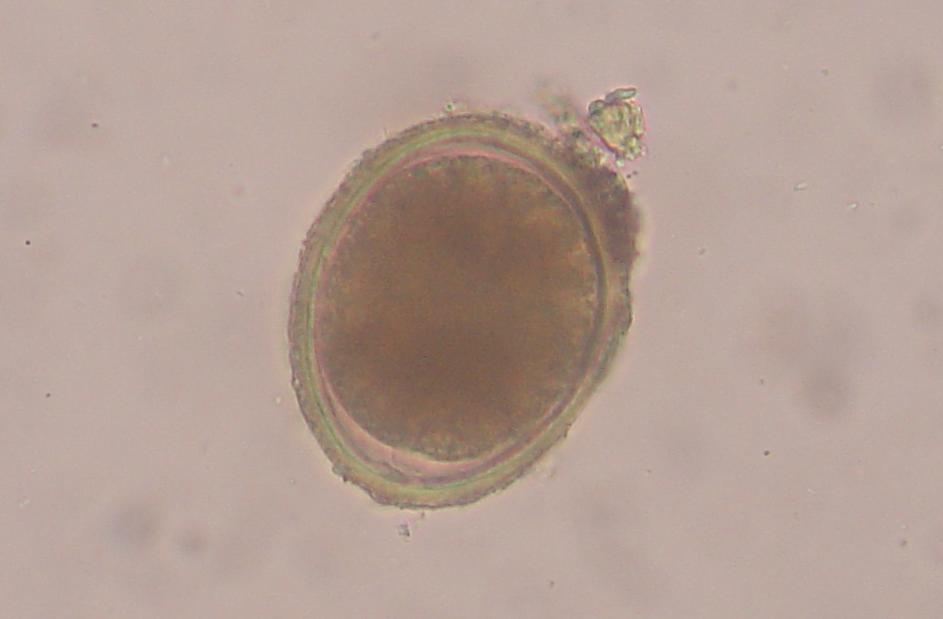